# La Trinité-Surzur
La Trinité-Surzur település Franciaországban, Morbihan megyében. Lakosainak száma 1699 fő (2022. január 1.). La Trinité-Surzur Lauzach, Surzur és Theix-Noyalo községekkel határos.

## Népesség
A település népességének változása:
| Lakosok száma | 289  | 383  | 583  | 958  | 1442 | 1515 | 1611 | 1687 | 1738 | 1699 |
|               | 1968 | 1982 | 1990 | 2006 | 2013 | 2015 | 2017 | 2019 | 2020 | 2022 |